# Hilarión (Alféyev)
El Metropolitano Hilarión de Volokolamsk, nacido como Grigori Valérievich Alféyev (Григо́рий Вале́риевич Алфе́ев), (Moscú, 24 de julio de 1966) es un teólogo, anterior obispo ortodoxo ruso de Viena y Austria y administrador de la diócesis de Budapest y Hungría desde 2003, y representante de la Iglesia Ortodoxa Rusa ante las instituciones europeas en Bruselas. Actualmente, es el Metropolita de Volokolamsk, presidente del Departamento de Relaciones Exteriores del Patriarcado de Moscú y toda Rusia
Es doctor en filosofía por Oxford y por el Instituto teológico de San Sergio de París. En febrero de 2005 fue elegido profesor por la universidad de Friburgo (Suiza).

## Actividad ecuménica
El obispo Ilarión es miembro de los comités ejecutivo y central del Consejo Mundial de Iglesias, del Presidium de la comisión Fe y Orden y ha dirigido diversas reuniones bilaterales teológicas. En 1998 encabezó una delegación de cinco miembros de la Iglesia Ortodoxa Rusa en la octava asamblea de WCC en Harare, y en febrero de 2006 la delegación de 21 miembros a la novena asamblea en Porto-Alegre.
Es miembro permanente de las comisiones internacionales para el diálogo entre la Iglesia Ortodoxa y la Iglesia católica, la Iglesia Anglicana, y la Alianza Mundial de Iglesias Reformadas (WARC).

## Compositor
Antes de entrar en el seminario estudió violín, piano y composición en la Academia Musical "Gnesin" de Moscú y en el Conservatorio del Estado. Es autor de numerosas composiciones musicales. De entre ellas, «La Pasión según san Mateo», concierto que se celebró en el auditorio de la Vía de la Conciliación junto a la Ciudad del Vaticano el 29 de marzo de 2007, ante buena parte de los representantes de la Curia Romana y de las comunidades religiosas de Roma, y retrasmitido por el Centro Televisivo Vaticano. Entre los canales que mandaron en onda la composición musical se encontraban EWTN, la red televisiva católica mundial, y Telepace.
Debe tenerse en cuenta que muchas veces las obras Hilarion contienen citas explícitas de los clásicos (Bach, Händel, Saint-Saens, y otros)

### Obras
Ha publicado más de 500 obras en distintos idiomas:
En inglés
- St Symeon the New Theologian and Orthodox Tradition. Oxford: Oxford University Press, 2000.
- The Spiritual World of Isaac the Syrian. Cistercian Studies No 175. Kalamazoo, Michigan: Cistercian Publications, 2000.
- The Mystery of Faith. Introduction to the Teaching and Spirituality of the Orthodox Church. London: Darton, Longman and Todd, 2002.
- Orthodox Witness in a Modern Age. Geneva: WCC Publications, 2006.
- Christ the Conqueror of Hell. The Descent into Hell in Orthodox Tradition. New York: SVS Press (in preparation).

En francés
- Le mystère de la foi. Introduction à la théologie dogmatique orthodoxe. Paris: Cerf, 2001.
- L’univers spirituel d’Isaac le Syrien. Bellefontaine, 2001.
- Syméon le Studite. Discours ascétique. Introduction, texte critique et notes par H. Alfeyev. Sources Chrétiennes 460. Paris: Cerf, 2001.
- Le chantre de la lumière. Initiation à la spiritualité de saint Grégoire de Nazianze. Paris: Cerf, 2006.
- Le mystère sacré de l’Eglise. Introduction à l’histoire et à la problématique des débats athonites sur la vénération du Nom de Dieu. Fribourg: Academic Press, 2007.
- Le Nom grand et glorieux. La vénération du Nom de Dieu et la prière de Jésus dans la tradition orthodoxe. Paris: Cerf, 2007.

En italiano
- La gloria del Nome. L’opera dello schimonaco Ilarion e la controversia athonita sul Nome di Dio all’inizio dell XX secolo. Edizioni Qiqajon. Bose, Magnano, 2002.
- La forza dell’amore. L’universo spirituale di sant’Isacco il Syro. Bose: Qiqajon, 2003.
- Cristo Vincitore degli inferi. Bose: Qiqajon, 2003.

En alemán
- Geheimnis des Glaubens. Einführung in die orthodoxe dogmatische Theologie. Aus dem Russischen übersetzt von Hermann-Josef Röhrig. Herausgegeben von Barbara Hallensleben und Guido Vergauwen. Universitätsverlag Freiburg Schweiz, 2003. 2. Ausgabe — Fribourg: Academic Press, 2005.

En griego
- O agios Isaak o Syros. O pneumatikos tou kosmos. Athina: Akritas, 2005.

En serbio
- Тајна вере: увод у православно догматско богословље. Превод са руског Ђорђе Лазаревић; редактор превода Ксенија Кончаревић. Краљево: Епархијски управни одбор Епархије жичке, 2005.

En finés
- Uskon mysteeri. Johdatus ortodoksineen dogmatiseen teologiaan. Ortodoksisen kirjallisuuden Julkaisuneuvosto. Jyväskylä, 2002.

En húngaro
- A hit titka. Bevezetés az Ortodox Egyház teológiájába és lelkiségébe. Magyar Ortodox Egyházmegye, 2005.

En polaco
- Tajemnica wiary. Wprowadzenie do prawosławnej teologii dogmatycznej. Warszawska Metropolia Prawosławna (w przygotowaniu).

En ruso
- Таинство веры. Введение в православное догматическое богословие. М.-Клин: Изд-во Братства Святителя Тихона, 1996. Издание второе — Клин: Фонд «Христианская жизнь», 2000. Издание третье — Клин: Фонд «Христианская жизнь», 2004. Издание четвертое — Клин: Фонд «Христианская жизнь», 2005.
- Отцы и учители Церкви III века. Антология. Т. 1-2. М.: Круглый стол по религиозному образованию и диаконии, 1996.
- Жизнь и учение св. Григория Богослова. М.: Изд-во Крутицкого патриаршего подворья, 1998. Издание второе — СПб.: Алетейя, 2001.
- Духовный мир преподобного Исаака Сирина. М.: Изд-во Крутицкого патриаршего подворья, 1998. Издание второе — СПб.: Алетейя, 2001.
- Преподобный Симеон Новый Богослов и православное Предание. М.: Изд-во Крутицкого патриаршего подворья, 1998. Издание второе — СПб.: Алетейя, 2001.
- Преподобный Исаак Сирин. О божественных тайнах и о духовной жизни. Новооткрытые тексты. Перевод с сирийского. М.: Изд-во «Зачатьевский монастырь», 1998. Издание второе — СПб.: Алетейя, 2003.
- Преподобный Симеон Новый Богослов. Главы богословские, умозрительные и практические. Перевод с греческого. М.: Изд-во «Зачатьевский монастырь», 1998.
- Восточные Отцы и учители Церкви IV века. Антология. Т. 1-3. М.: Круглый стол по религиозному образованию и диаконии, 1998—1999.
- Ночь прошла, а день приблизился. Проповеди и беседы. М.: Изд-во Крутицкого патриаршего подворья, 1999.
- Православное богословие на рубеже эпох. Статьи, доклады. М.: Изд-во Крутицкого патриаршего подворья, 1999. Издание второе, дополненное — Киев: Дух i лiтера, 2002.
- Преподобный Симеон Новый Богослов. «Прииди, Свет истинный». Избранные гимны в стихотворном переводе с греческого. СПб.: Алетейя, 2000.
- Восточные Отцы и учители Церкви V века. Антология. М.: Круглый стол по религиозному образованию и диаконии, 2000.
- Христос — Победитель ада. Тема сошествия во ад в восточно-христианской традиции. СПб.: Алетейя, 2001. Издание второе — СПб.: Алетейя, 2005.
- О молитве. Клин: Фонд «Христианская жизнь», 2001. Издание второе — Клин: Фонд «Христианская жизнь», 2004.
- Вы — свет мира. Беседы о христианской жизни. Клин: Фонд «Христианская жизнь», 2001. Издание второе — Клин: Фонд «Христианская жизнь», 2004.
- Человеческий лик Бога. Проповеди. Клин: Фонд «Христианская жизнь», 2001.
- Преподобный Симеон Новый Богослов. Преподобный Никита Стифат. Аскетические произведения в новых переводах. Клин: Фонд «Христианская жизнь», 2001.
- Священная тайна Церкви. Введение в историю и проблематику имяславских споров. В двух томах. СПб.: Алетейя, 2002.
- Во что верят православные христиане. Катехизические беседы. Клин: Фонд «Христианская жизнь», 2004.
- Православное свидетельство в современном мире. СПб: Издательство Олега Абышко, 2006.

En rumano
- Hristos, biruitorul iadului. Coborarea la iad din perspectiva teologica. Bucureşti: Editura Sophia, 2008.

En japonés
- 信仰の機密　Shinkō no kimitsu. Nikolai Takamatsu yaku. Tōkyō Fukkatsu dai Seidō, 2004.